# L-Iklin
Iklin (forma estesa in maltese L-Iklin;  in italiano storico L'Iclin) è un centro abitato dell'isola di Malta, situato tra Birchircara, Nasciaro e Lia.
Iklin nasce in seguito al distaccamento dalla vicina Lia, sia a livello amministrativo sia per quanto riguarda la parrocchia locale. La parrocchia di Iklin è dedicata alla Sacra Famiglia.
La prima casa del paese venne costruita nel 1958. Nel 1967 venne scoperto nella zona un tempio neolitico.

## Zone di Iklin
- Il-Qasbija
- Ta' Ġnien Fonsu
- Ta' Kieles
- Ta' Simblija
- Tat-Tabib
- Tax-Xwieki
- Hal-Man